# オットー・メンヒェン＝ヘルフェン
オットー・メンヒェン＝ヘルフェン（ドイツ語: Otto Maenchen-Helfen、1894年7月26日 - 1969年1月29日）は、オーストリア・ウィーン出身の民俗学者・歴史学者・旅行家。

## 経歴
ウィーン大学で学んだ後、ヨーテボリ、ライプツィヒに遊学。1927年から1930年にかけて、モスクワのマルクス・エンゲルス協会に勤務。
1929年、トゥバへ旅行に赴く。彼の名前を高めたのはこの体験をもとに記された旅行記『トゥバ紀行』であった。当時、ヨーロッパ人未踏の地であったソビエト・ロシアの支配下にあったトゥヴァ人民共和国を旅して、その国内の実情を著した。1931年に出版されたこの書はソビエト・ロシア支配の暗部についても大幅に触れており、その体制に批判的な論であったためにソビエト・ロシアからは激しく攻撃される一方、トゥバ地域についてまったくの無知であった当時のヨーロッパ人からは賞賛された。
1933年、ベルリン大学の講師に就任。1938年、ナチスへの協力を拒み、アメリカ合衆国に移住。
1946年、カリフォルニア大学バークレー校教授となる。1969年、カリフォルニア州バークレーで死去。

## 著作
- "Reise ins Asiatische Tuwa"（1931年）
  - 『トゥバ紀行』（田中克彦訳、岩波書店〈岩波文庫〉、1996年6月。ISBN 978-4-00-334711-9）
- 「太陽を射る話」（山田仁史訳、『比較民俗学会報』 比較民俗学会、29巻3号・4号、2009年。NCID AN00334091）